# Saint-Denis-de-Palin
Saint-Denis-de-Palin is een gemeente in het Franse departement Cher (regio Centre-Val de Loire) en telt 339 inwoners (1999). De plaats maakt deel uit van het arrondissement Saint-Amand-Montrond.

## Geografie
De oppervlakte van Saint-Denis-de-Palin bedraagt 31,2 km², de bevolkingsdichtheid is 10,9 inwoners per km².
De onderstaande kaart toont de ligging van Saint-Denis-de-Palin met de belangrijkste infrastructuur en aangrenzende gemeenten.

## Demografie
Onderstaande figuur toont het verloop van het inwonertal (bron: INSEE-tellingen).